# Jonas Mačiulis
Jonas Mačiulis (* 10. Februar 1985 in Kaunas) ist ein ehemaliger litauischer Basketball-Spieler.

## Erfolge
- LKAL-Meister 2003
- Silber bei der U18-Weltmeisterschaft 2003
- U21-Weltmeister 2005
- Silber bei der U20-Europameisterschaft 2005
- LKL-Meister – 2007, 2008
- BBL-Meister – 2008
- Griechischer Meister: 2013, 2014
- Spanischer Meister: 2015, 2016
- Griechischer Pokalsieger: 2013, 2014
- Spanischer Pokalsieger: 2015, 2016, 2017
- EuroLeague-Sieger: 2015
- Intercontinental Cup: 2019
- Basketball-Weltmeisterschaft 2010, Türkei – Bronzemedaille
- Vize-Europameister: 2013, 2015
- Dritter der Europameisterschaft: 2007

## Nationalmannschaft
2012 und 2016 nahm er an den Olympischen Spielen teil. Bei der Basketball-Weltmeisterschaft 2010 gewann er mit Litauen die Bronzemedaille. Bei Europameisterschaften holte Mačiulis 2013 und 2015 Silber sowie 2007 Bronze.